# 尿道割礼

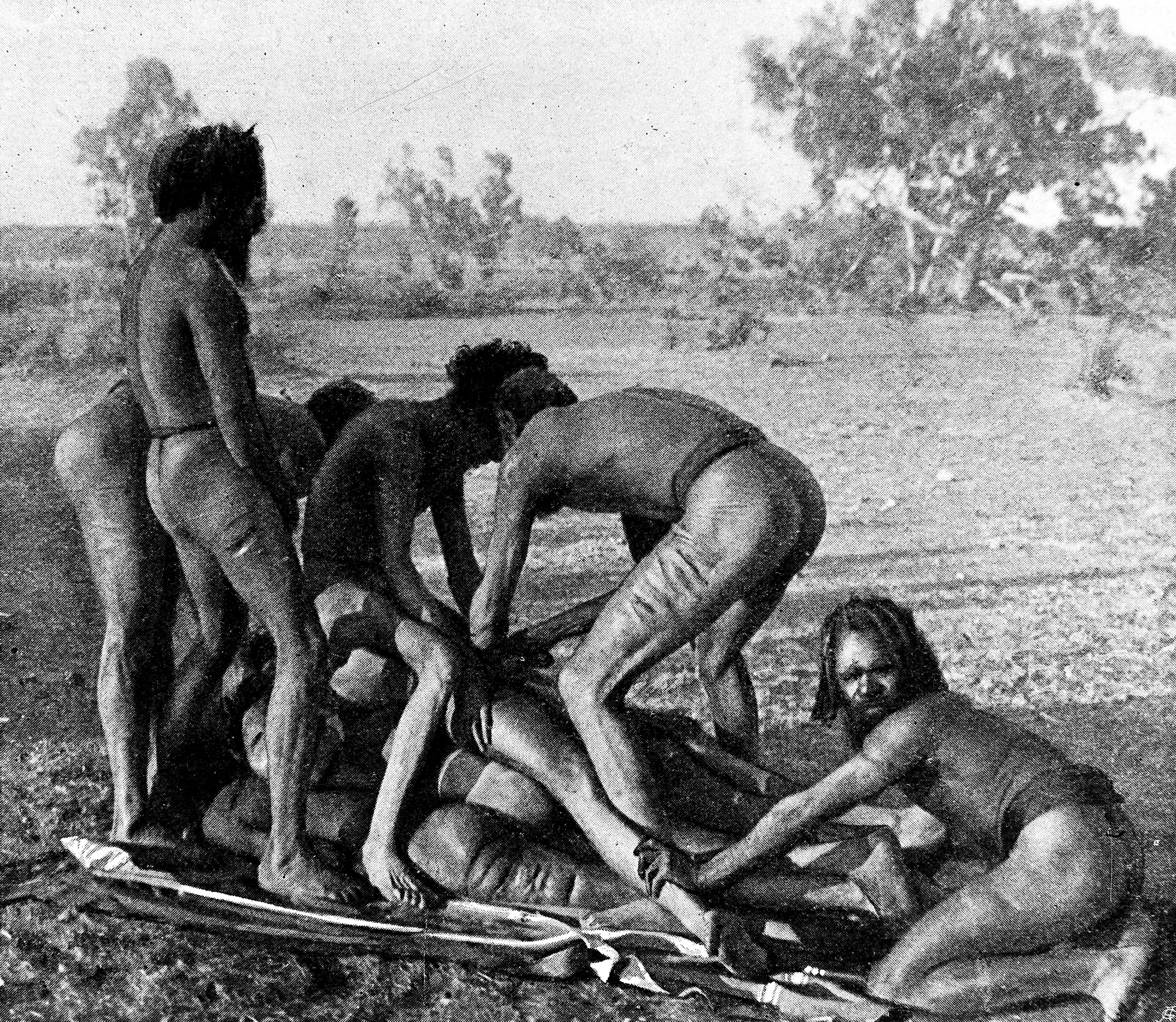
「尿道割礼」, Warrumanga Tribe, Central Australia

尿道割礼（にょうどうかつれい）とは、オーストラリアの先住民アボリジニーの間で行われていた割礼方法。
男性の成人の通過儀礼として行われ、通常の包皮の切開の後、尿道にカンガルーの骨などを挿入し、石製のナイフで陰茎の下部を尿道まで切り開いた。
この施術を受けた者の陰茎は、勃起すると扁平になる。また、陰茎の根元まで切開した場合は、尿を一定の方向に飛ばすことが困難になり、男性でもしゃがんで排尿することになる。
現在、アボリジニーの間では廃れているが、嗜好としての身体改造の一種として世界各地のマニアの間で尿道切開が行われている。